# Marie-Julie de Corancez
Pour les articles homonymes, voir Corancez (homonymie).
 (juillet 2024).
Si vous disposez d'ouvrages ou d'articles de référence ou si vous connaissez des sites web de qualité traitant du thème abordé ici, merci de compléter l'article en donnant les références utiles à sa vérifiabilité et en les liant à la section « Notes et références ».
Julie Marie Olivier de Corancez, née à Paris le 21 mai 1779 et morte à Paris le 20 juin 1849, est une femme de lettres française.

## Biographie
Son père était l'avocat et homme de lettres Guillaume Olivier de Corancez, proche de Jean-Jacques Rousseau, et sa mère Jeanne Elisabeth Romilly, fille de Jean Romilly, horloger et homme de lettres né à Genève, rédacteur de quelques articles de l'Encyclopédie. Son frère était l'orientaliste Louis Alexandre de Corancez.
Elle était l'épouse du conventionnel Jean-Baptiste Cavaignac, mère du journaliste républicain Godefroy Cavaignac et du général Louis Eugène Cavaignac, ministre de la Guerre puis chef de l'exécutif aux débuts de la Deuxième République. Elle avait aussi une fille, Caroline Cavaignac (1811-1836).
Lors de la publication des Mémoires d'une inconnue, son petit-fils, Jacques Marie Eugène Godefroy Cavaignac, député de la Sarthe et plusieurs fois ministre, demanda l'interdiction du livre par la justice.

## Publication
- Mémoires d'une inconnue, publiées sur le manuscrit original par les éditions Plon, Paris, 1894
- Mémoires d'une inconnue, avec la préface et les notes rédigée par Raymond Trousson, Paris, H. Champion, 2013
- Pierre Givaudon, Chroniques des Cavaignac, 3 vol., Vendôme, Cherche Lune, 2010